# Wang Guowei
Pour les articles homonymes, voir Wang (patronyme).

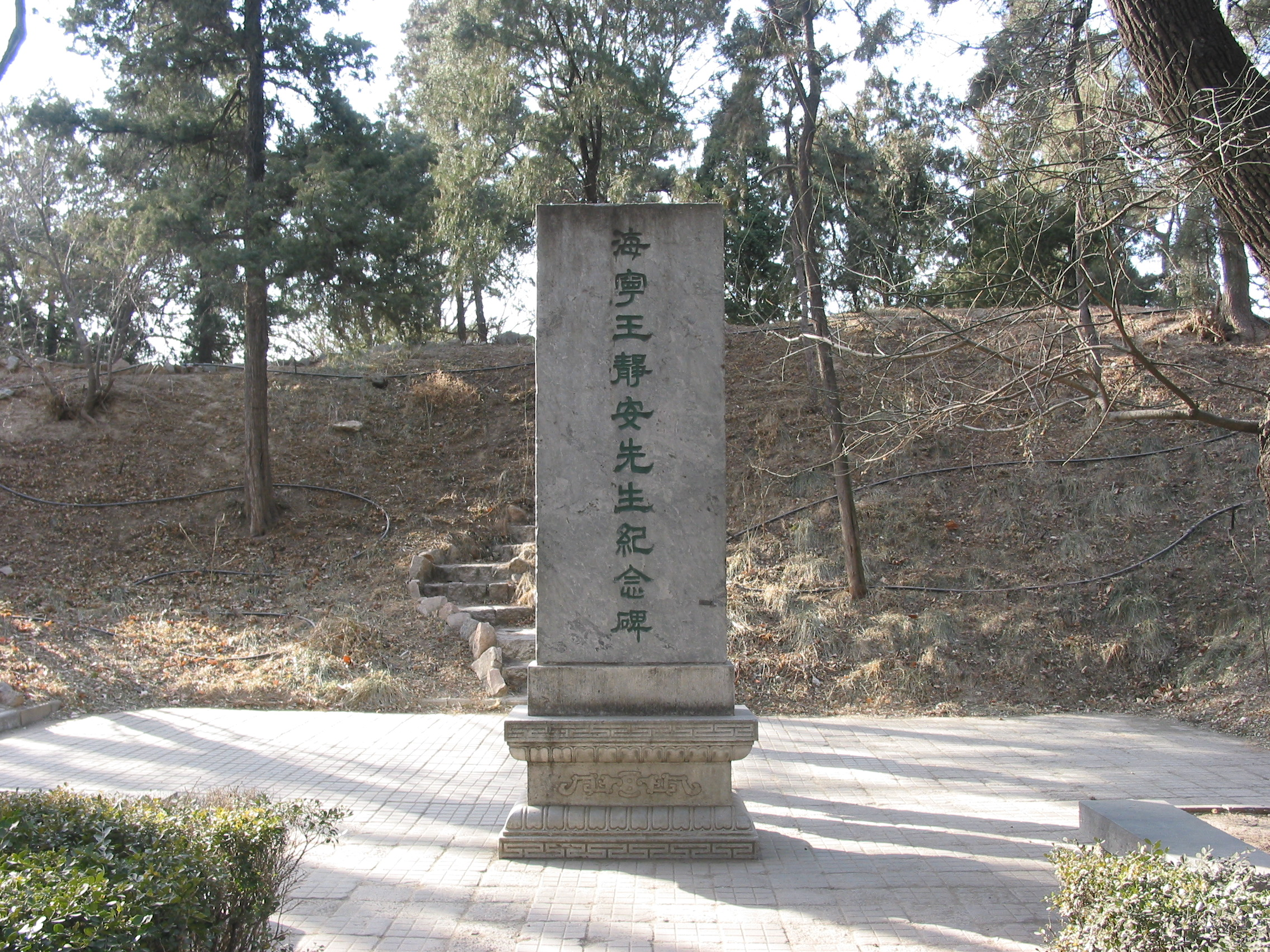
Monument à Wang Guowei. Université Tsinghua, Pékin.

Wang Guowei (chinois simplifié : 王国维 ; chinois traditionnel : 王國維 ; pinyin : wáng guówéi), né le 2 décembre 1877 à Haining, dans la province du Zhejiang, et décédé le 2 juin 1927 sur le lac de Kunming, dans la province du Yunnan, était un historien et poète chinois. Érudit polyvalent, il a apporté d'importantes contributions à l'étude de l'histoire ancienne, de l'épigraphie, de la philologie, de la littérature vernaculaire et de la théorie littéraire., "王国维故居 L'ancienne résidence de Wang Guowei" à Jiaxing est une des Sites historiques et culturels majeurs protégés au niveau national de Chine. 
Il est le premier, en 1917, sous la République de Chine (1912-1949), à écrire une dissertation sur l'écriture ossécaille.

## Biographie
Philosophe et érudit, Wang Guowei est l'auteur de la première étude importante sur le théâtre et les poèmes chantés.
Wang se suicide par noyade en juin 1927 peu avant l'entrée de l'Armée nationale révolutionnaire dans Pékin.